# Djohar Dudaev
Djohar Musaevici Dudaev (în limba cecenă: Dƶoxar Dudayev; în chirilică: Дудин Муса кант Жовхар, în rusă Джохар Мусаевич Дудаев; n. 15 februarie 1944, Yalkhoroy⁠(d), Galanchozhsky District⁠(d), Cecenia, Rusia – d. 21 aprilie 1996, Gekhi-Chu⁠(d), Cecenia, Rusia) a fost un general și politician cecen, liderul mișcării separatiste cecene din anii 1990, primul președinte al autoproclamatei Republici Cecene Icikeria. În trecut, Dudaev a fost general-maior de aviație, singurul general al Armatei Sovietice de naționalitate cecenă.